# 斑长脚鹬
，是鸻形目反嘴鹬科斑长脚鹬属（学名：Cladorhynchus）的唯一物种。
斑长脚鹬体重约216克，翼长约196.4毫米，嘴峰长约72.2毫米，喙宽度约4.4毫米，喙厚度约4毫米，跗蹠长约82.8毫米，尾长约77.4毫米。斑长脚鹬在其分布区内为留鸟，其栖息在开放的湖泊、沼泽等湿地环境中，食性为肉食性，主要食物来源是水生动物。
斑长脚鹬分布于澳大利亚西南部和中南部的内陆盐湖。该物种是单型物种，没有亚种分化。